# Рыдзынский замок
Рыдзынский замок (пол. Zamek w Rydzynie) — замок, расположенный в городе Рыдзына Лешненского повета Великопольского воеводства в Польше.

## История

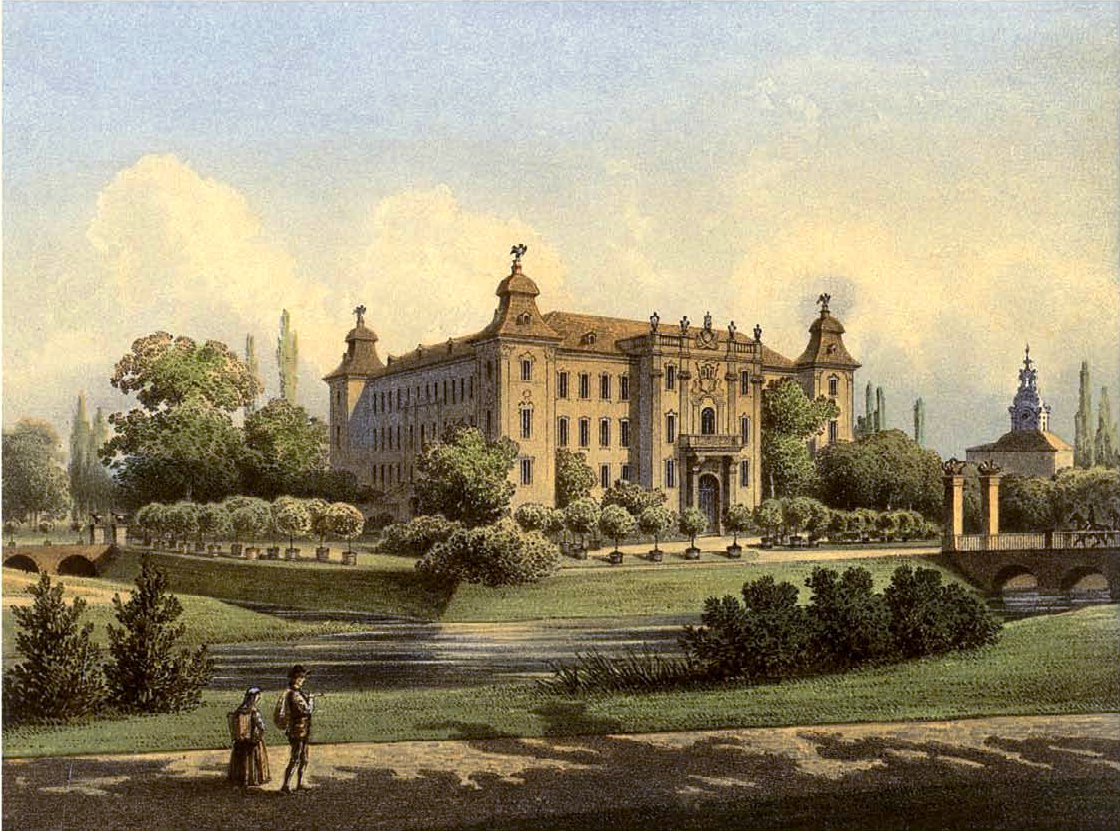
Замок в Рыдзыне в XIX веке, из коллекции Александра Дункера

Первоначальный готический замок Рыдзыньских был построен в 1403—1422 годах на искусственном острове. Он просуществовал неполные два века, вплоть до вторжения шведов. В 1685—1695 годах, по проекту королевского архитектора Юзефа Шимона Беллотти или Помпео Феррари, частично на стенах старого замка, была построена барочная резиденцию рода Лещинских герба Венява. Уже тогда замок приобрел формы четырехэтажной, четырехкрылой постройки с внутренним двором и четырьмя башнями по углам. Отделку интерьеров реализовал Микеланджело Паллони. В замковом театре в 1687 году состоялась польская премьера комедии Мольера «Мещанин во дворянстве». Около 1700 года по инициативе Станислава Лещинского замок был перестроен по проекту Помпео Феррари, которого Лещинский специально привез из Рима. Он перестроил западное крыло замка в стиле проектов Бернини (Палаццо Барберини, реконструкция Лувра).
В то время также появилась двухэтажная бальная зала. В 1707 году замок сгорел. Станислав Лещинский, после неудачного переизбрания, продал Рыдзыну в 1736 или 1738 году стороннику Августа III Фридриха Александру Сулковскому. Очередная перестройка, уже для рода Сулковских, была осуществлена в 1742—1745 годах. Силезский архитектор Кароль Марцин Франц, первоначально реализуя концепцию Помпео Феррари, изменил декор фасадов на рококо, заложил новые крыши и шлемы на башнях. Франц также перестроил бальную залу. В последующие годы Франц реализовал собственные идеи, в том числе около 1750 года создал дополнительную ось с северной стороны, соорудив здания конюшни, сараи для повозок и официн. В самом замке, в северном крыле, он добавил центральный ризалит, ставший входом к главной лестнице, а также построил каменный мост, соединяющий вход с овальной площадью перед хозяйственными постройками. Из того же периода (1752 год) происходят каменные сфинксы Яна Римплера.
Архитекторами последней крупной перестройки в 1783—1796 годах стали Игнаций Графф и Доминико Мерлини. В то время была перестроена бальная зала, а также флигели и хозяйственные здания.
В 1916—1918 годах в замке располагался немецкий лагерь военнопленных. В 1927—1928 годах (под руководством Стефана Цибиховского) здание было приспособлено к нуждам гимназии.
С 1928 года и до начала Второй мировой войны в 1939 году в замке размещалась эксеприментальная школа гимназия-лицей имени Сулковских под руководством Тадеуша Лопушаньского.
Во время немецкой оккупации в замке размещалась школа Гитлерюгенда с интернатом.
В 1945 году, сразу после освобождения, замок был разграблен и сожжен до голых стен красноармейцами. Восстановление было осуществлено в течение 1950—1965 годов. Позже замок передали Обществу польских инженеров и техников-механиков. В 1972—1977 годах новый владелец провел консервационную реконструкцию некоторых интерьеров, обустроив в замке отель с конференц-залами и рестораном. Эти функции здание выполняет по сей день.

## Парк
На восток от замка находится парк, заложенный во второй половине XVII века. Изначально парк имел регулярную планировку, однако в 1783—1785 годах был перепланирован. Около 1820 года парк был преобразован в ландшафтный в английском стиле. В парке размещалось много павильонов (включая оранжерею, турецкий павильон, охотничий замок), до нашего времени сохранился только отреставрированный павильон бойницы с 1772 года.

## Легенда
Существует легенда, что раз в год во время грозовой ночи в замке отправляет мессу скелет священника с министрантами. В этой службе участвует белая госпожа, которая затем исповедуется, но не получает отпущения. Впоследствии призраки исчезают.

## Галерея

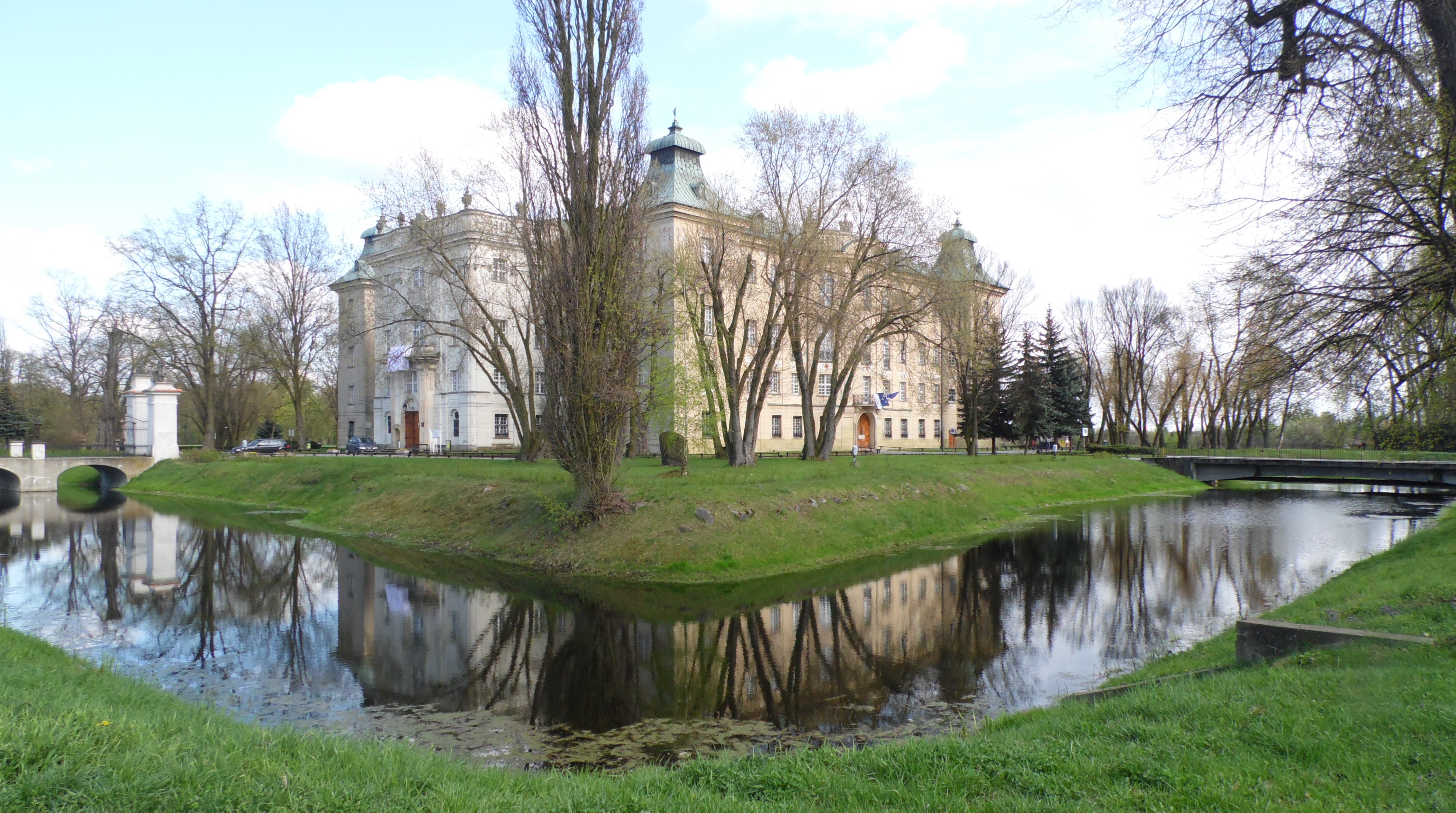
Замок со рвом
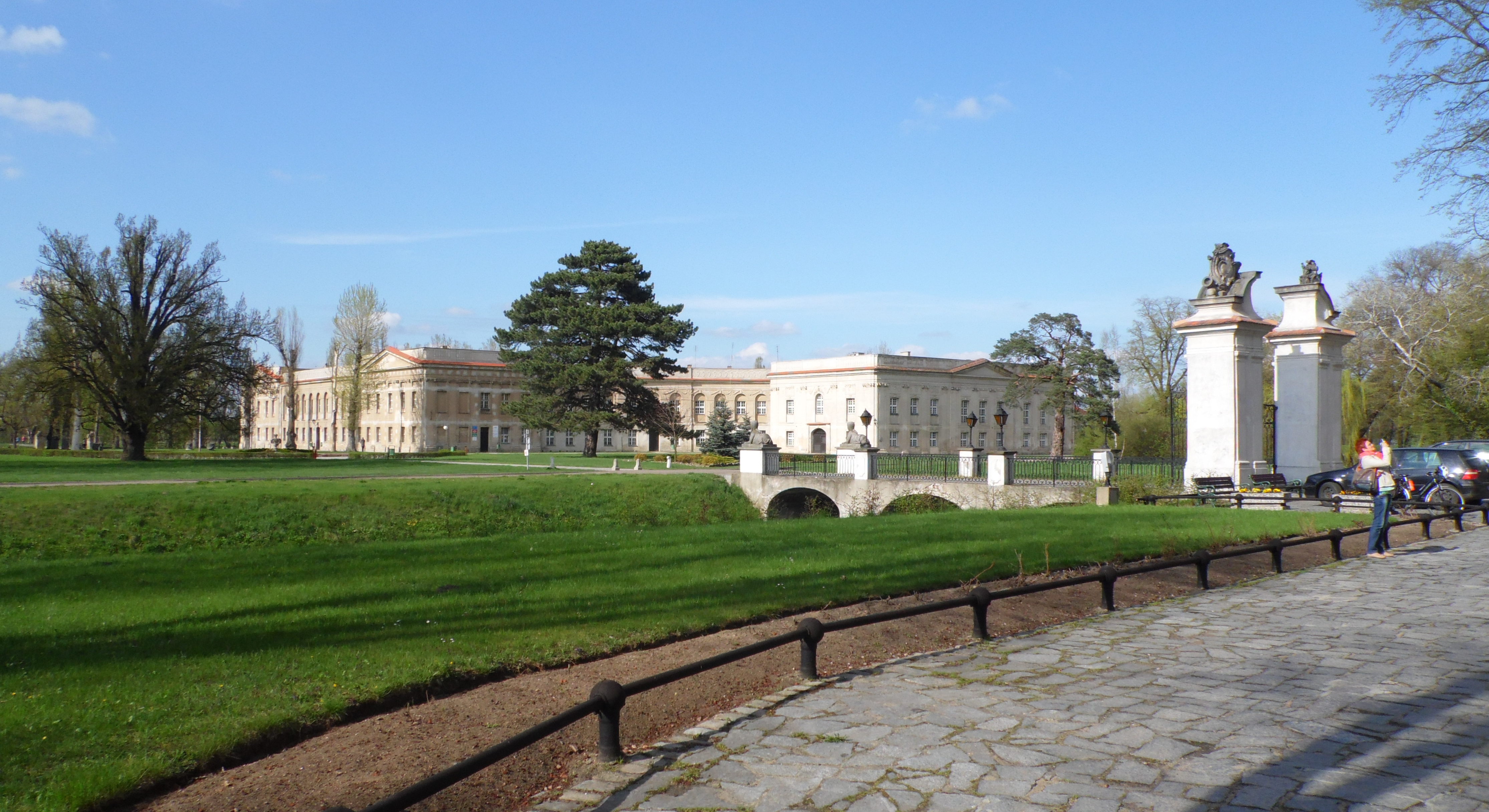
Замковый комплекс
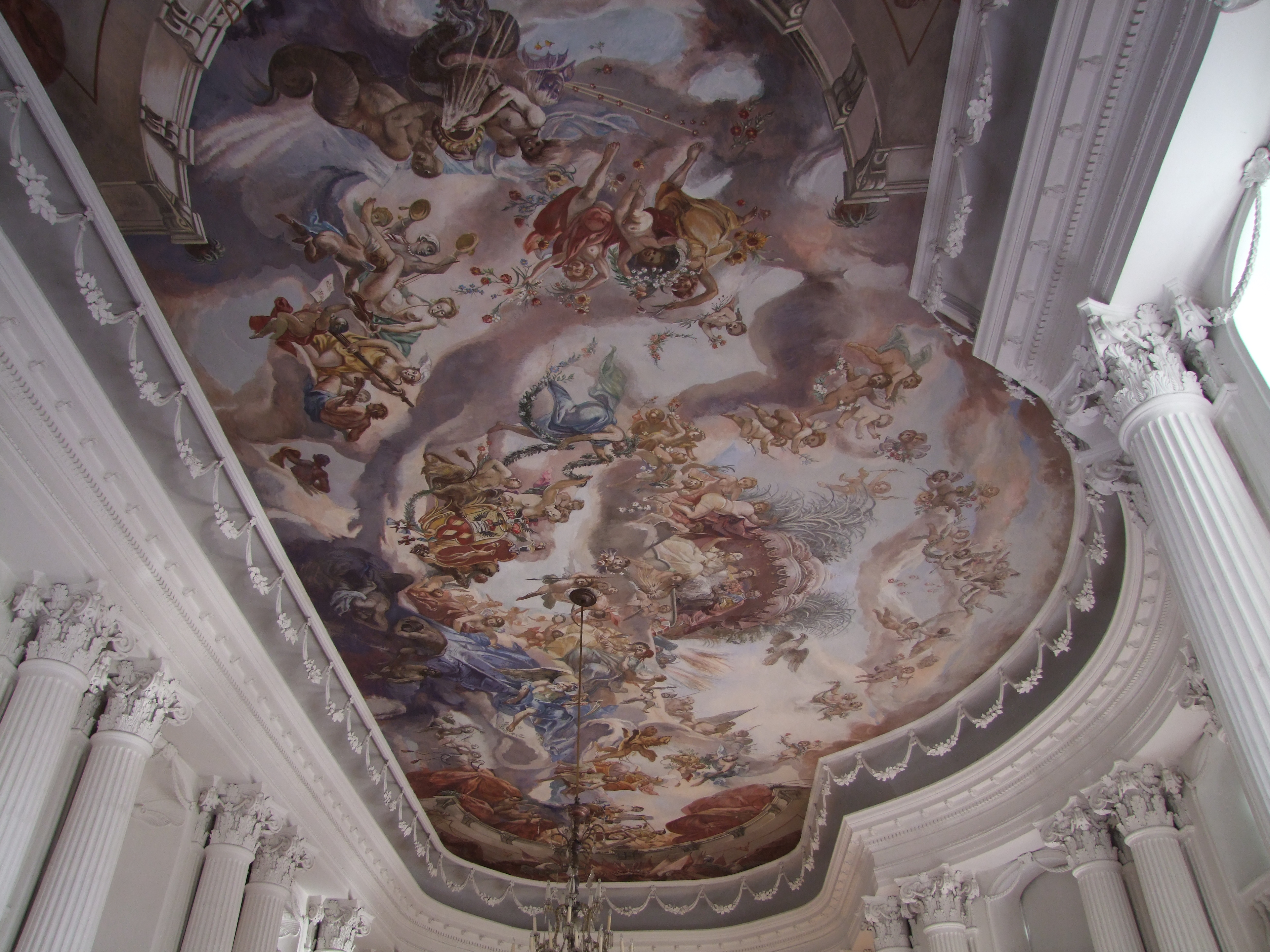
Потолок бальной залы. Фрески Георга Вильгельма Нойнгерца
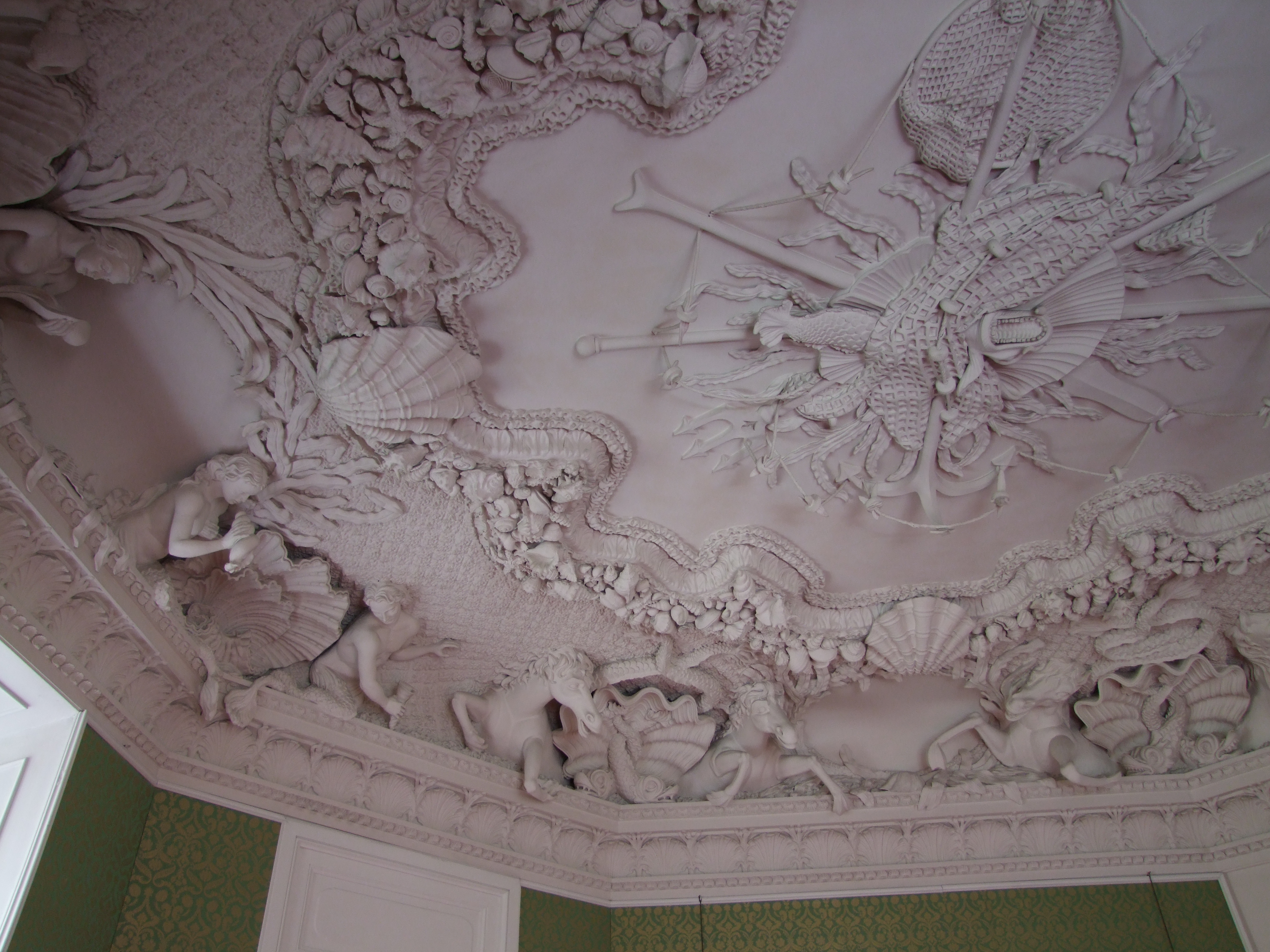
Стелла морской залы
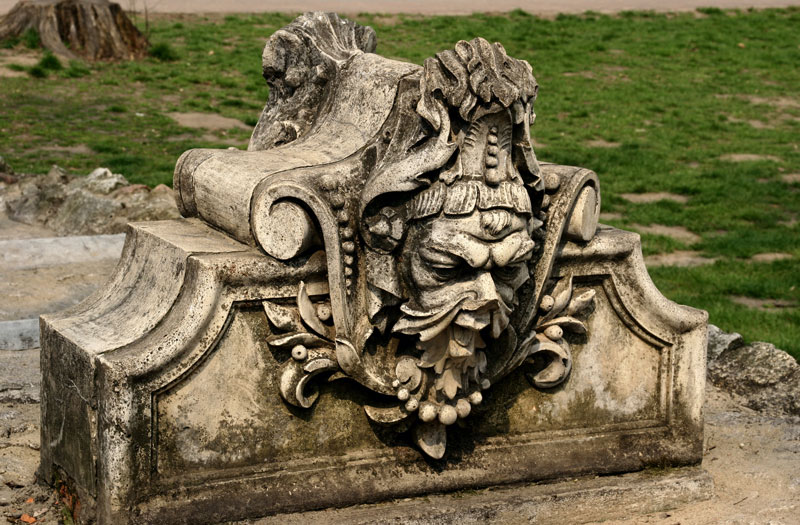
Руины каскада с маскароном в замковом парке